# Sara Dol
Sara Dol (Andijk, 24 oktober 2001) is een Nederlands actrice, TikTok-ster en content creator. Ze is bekend van de door haar gecreëerde clips op TikTok en voorganger musical.ly. Zij behaalde in juni 2018 een miljoen volgers en heeft in mei 2023 ruim 2,6 miljoen volgers, waardoor ze anno 2023 nog steeds een van de grootste Nederlandse TikTokkers is op basis van het aantal behaalde volgers. Sara staat hoog in de top 25 met Nederlandse TikTokkers op basis van het aantal volgers, ze wordt op de voet gevolgd door o.a. Glen Fontein met 1,9 miljoen volgers, Appie, Lisanne Dijkstra, Quinten Verschure en de jongensgroep Vijftal.

## Filmografie

### Films
- 2017: De familie Slim - Vera[3]
- 2018: De wraak van de Ninja - Gina (stem)[4]
- 2019: SuperHond en TurboKat - Tinker (stem)[5]
- 2021: De wraak van de Ninja 2 - Gina (stem)[4]

Televisieseries
- 2021: Zapp detective - Het Geheime Genootschap - Zichzelf